# Зґвалтування обманом
Зґвалтування обманом — ситуація, коли злочинець обманом змушує жертву взяти участь у статевому акті, на який вона б інакше не погодилася, якби її не обманули. Обман може мати місце в багатьох формах, таких як ілюзорне сприйняття, неправдиві заяви та неправдиві дії.

## Помітні випадки

### Велика Британія
За англійським законодавством, апеляційний суд у справі R v Linekar [1995] 3 All ER 69 73 постановив, що підстави для таких вимог є «дуже вузькими», постановивши, що відмова платити за сексуальні послуги є шахрайством, а не зґвалтуванням. Справи, що демонструють закон про згоду, як викладено в Законі про сексуальні злочини 2003 року, включають R v Assange (він же Ассанж проти шведської прокуратури) (якщо згода була умовою використання презерватива під час статевого акту, і ця умова була навмисно проігнорована, що могло бути рівноцінним зґвалтуванню), R(F) проти DPP (статевий акт було здійснено таким чином, що порушив погоджені раніше умови), та R проти Макнеллі (обман щодо статі).
Три помітні випадки, коли виникла ця проблема:
- Скандал 2011 року у Великій Британії таємних поліцейських стосунків, під час якого поліцейські отримували секс шляхом обману щодо своєї особи, що було частиною їхніх обов'язків. Королівська прокуратура відмовилася від кримінального переслідування на тій підставі, що з юридичної точки зору ці дії не вважатимуть зґвалтуванням, оскільки згода на сам акт була надана, а підстави для зґвалтування шляхом обману щодо особи були надзвичайно обмеженими.[6][7]
- У листопаді 2015 року британський суддя Роджер Даттон засудив 25-річну жінку Ґейл Ньюленд до восьми років тюремного ув'язнення за те, що вона видавала себе за чоловіка, щоб вступити в секс з неназваною жінкою того ж віку. За допомогою обману Ньюленд змусила свою жертву повірити в те, що вона чоловік, і використала обман, щоб мати з нею секс більше 10 разів, використовуючи фалоімітатор. Жертва Ньюленд була шокована, виявивши, що її «хлопець» насправді був жінкою, і свідчила в Честерському суді присяжним, що вона воліла б, щоб її зґвалтував чоловік.[8][9] У жовтні 2016 року над Ньюленд було надано новий судовий розгляд на тій підставі, що суддя Даттон дав упереджений підсумок.[10] Її знову судили[11] і 20 липня 2017 року присудили до шести з половиною років позбавлення волі.[12]
- У вересні 2019 року серійний ґвалтівник Джейсон Лоуренс оскаржив один зі своїх вироків, у якому він сказав жертві перед сексом з нею, що йому зробили вазектомію, але згодом визнав, що це неправда. Повідомляється, що засудження за зґвалтування шляхом обману було першим у своєму роді у Великій Британії.[13] У липні 2020 року Апеляційний суд постановив, що обман щодо фертильності не порушує згоди на статеві стосунки, і скасував вирок Лоуренсу.[14]

### Сполучені Штати

#### Массачусетс
У 2008 році повідомлялося, що жінка з Массачусетса несвідомо займалася сексом з братом свого хлопця в темному підвалі, де вона спала. Його не можна було притягнути до відповідальності, оскільки закон Массачусетсу вимагає, щоб зґвалтування включало застосування сили. У відповідь представник Палати представників штату Массачусетс Пітер Кутуджян розробив закон про зґвалтування через шахрайство.

#### Каліфорнія
30 березня 1984 року Деніел Кейтон Боро зателефонував у готель Holiday Inn у південному Сан-Франциско. Клерком готелю, яка відповіла на телефонні дзвінки того ранку була Маріана Де Белла. Боро сказав Де Беллі, що він «доктор Стівенс» і що він працює в лікарні Пенінсула. Боро (прикидаючись «доктором Стівенсом») сказав, що він має результати її аналізу крові і що вона заразилася небезпечною, надзвичайно інфекційною та, можливо, смертельною хворобою через використання громадських туалетів. Далі Боро сказав їй, що на неї можуть подати до суду за поширення хвороби і що в неї є лише два варіанти лікування. Першим варіантом, про який він розповів їй, була надзвичайно болюча хірургічна процедура (яку він детально описав), яка коштувала б 9000 доларів і вимагала шеститижневого перебування в лікарні, яке не покривалося страхуванням. Другий варіант, за словами Боро, полягав у статевому контакті з анонімним «донором», який вводив би їй вакцину під час статевого акту. Клерк погодилася на статевий акт і заплатила за нього 1000 доларів, вважаючи, що це єдиний вибір, який у неї був.
Боро доручив їй заселитися в готельний номер і зателефонувати йому, коли вона буде там. Тоді Боро прибув до її кімнати як «донор». Він сказав їй розслабитися, а потім зайнявся сексом з Де Беллою. Боро не застосовував фізичної сили, і його жертва свідомо дозволила йому займатися з нею сексом, оскільки вважала (хибно), що її життя буде під загрозою, якщо вона не отримає це «лікування».
Боро був заарештований у готелі невдовзі після того, як поліція прибула після виклику керівника робіт жертви. Він був звинувачений у зґвалтуванні, крадіжці зі зломом і великому розкраданні згідно з різними статутами Каліфорнії та засуджений на суді. Однак суд Каліфорнії пізніше скасував його засудження за зґвалтування на тій підставі, що в Каліфорнії не було закону проти шахрайського спонукання до статевого акту. Однак його судимості за крадіжку та крадіжку зі зломом не були скасовані, оскільки він шахрайським шляхом забрав у своєї жертви 1000 доларів.
Законодавча влада Каліфорнії згодом змінила статут про зґвалтування в 1986 році, включивши в нього те, що зґвалтування дійсно має місце, коли жертва не усвідомлює істотних характеристик акту (статевого акту) через шахрайство винного, що статевий акт служить професійній діяльності.
Через три роки Боро знову заарештували за ту ж схему. Цього разу його засудили за зґвалтування за зміненим статутом Каліфорнії. Вважається, що протягом багатьох років Боро використовував цю схему для зґвалтування десятків жінок.
У Норуолку, штат Каліфорнія, 20 лютого 2009 року Хуліо Моралес пробрався в темну спальню сплячої 18-річної жінки після того, як побачив, що її хлопець пішов. Жінка сказала, що прокинулася від відчуття, що хтось займається з нею сексом, і припустила, що це її хлопець. Коли промінь світла влучив в обличчя Моралеса, і жінка побачила, що це не її хлопець, вона відбивалася, і Моралес утік. Жінка зателефонувала своєму хлопцю, який потім викликав поліцію.
Хуліо Моралеса засудили за зґвалтування за двома концепціями. Його визнали винним у зґвалтуванні, оскільки він почав займатися сексом із жінкою, коли вона ще спала і, отже, не могла дати згоди. Його також визнали винним у зґвалтуванні шляхом шахрайства, оскільки він видавав себе за хлопця жінки, щоб отримати її згоду. Однак апеляційний суд постановив, що суд нижчої інстанції неправильно прочитав закон 1872 року, який передбачає кримінальну відповідальність за зґвалтування шляхом шахрайства. За законом, чоловік вважається винним у зґвалтуванні шляхом шахрайства, якщо він видає себе за чоловіка жінки, щоб отримати її згоду. Жінка в цьому випадку не була заміжня, і Моралес видавав її хлопця, а не чоловіка. Через цю технічну деталь апеляційний суд скасував вирок Моралесу за зґвалтування шляхом обману в справі «Люди проти Моралеса» в 2013 році.
Щоб закрити цю лазівку в каліфорнійському законі про зґвалтування шляхом шахрайства, депутат Катчо Ачаджян (республіканець Сан-Луїс-Обіспо) – який намагався внести подібний законопроект у 2011 році – представила законопроект 65 про Асамблею, а сенатор Норін Еванс (D-Санта-Роза) представила законопроект 59 до Сенату. Два законопроекти швидко прийняли обидві палати без жодного голосу проти і 9 вересня 2013 року були підписані губернатором Джеррі Брауном. Пізніше Моралеса повторно судили на підставі того, що жінка спала, і повторно засудили до трьох років ув'язнення штату, які він уже відсидів. Він також повинен був зареєструватися як сексуальний злочинець до кінця свого життя.

### Ізраїль
Правовий прецедент в Ізраїлі, який класифікував секс шляхом обману як зґвалтування, був створений Верховним судом у 2008 році засудженням чоловіка, який видавав себе за державного чиновника та переконував жінок вступати з ним у статеві стосунки, обіцяючи їм державні виплати. Інший чоловік, Еран Бен-Авраам, був засуджений за шахрайство після того, як перш ніж мати секс із жінокою, сказав їй, що він нейрохірург.
У 2010 році засудження за зґвалтування шляхом обману привернуло міжнародну увагу, коли вперше було повідомлено, що чоловік обманом схилив жінку до статевого акту за згодою протягом десяти хвилин після їхньої першої зустрічі. Це відбулося за зміненим обвинуваченням, збрехавши про те, що він єврей, неодружений і зацікавлений в тривалих стосунках (пізніше в інтерв'ю чоловік заперечував звинувачення в тому, що він брехав, але такі заперечення не були згадані в його угоді про визнання провини). Однак пізніше стало відомо, що звинувачення насправді було результатом угоди про визнання вини з обвинуваченим у справі про зґвалтування із застосуванням сили, де записи були опечатані суддею, щоб захистити особу жертви та уникнути її перехресного допиту (за словами одного з суддів, секс був за обопільною згодою). Чоловіка представляв офіс громадського захисника, а жінку — сторона обвинувачення. Саббар Кашур, ізраїльський арабський мусульманин, мешканець Єрусалиму, одружений і виховує двох дітей, погодився на угоду зі слідством і був засуджений до 18 місяців ув'язнення за пом'якшеним звинуваченням у зґвалтуванні шляхом обману в 2010 році після періоду ув'язнення і домашнього арешту. Пізніше розсекречені деталі показали, що початкове звинувачення полягало в насильницькому зґвалтуванні, але прокуратура погодилася на пом'якшене звинувачення в зґвалтуванні шляхом обману через плутанину в показах жертви і побоювання, що їй доведеться знову постати перед судом. Вони також вказали, що жінка була емоційно порушена і мала історію сексуального насильства. Суд відправив потерпілу на лікування до психіатричної лікарні, а Кашура засудив за менш тяжким звинуваченням. Прокурори погодилися на угоду про визнання вини, щоб позбавити жінку від тривалого перехресного допиту, який міг би підірвати її свідчення. Громадський захисник оскаржив вирок до Верховного суду, який відклав вирок до розгляду апеляції і звільнив Кашура з-під домашнього арешту. У 2012 році Верховний суд скоротив вирок до 9 місяців.

## Трансгендерні особи
Навколо теми трансгендерних людей, які займаються сексом із партнерами, які не знають про свою трансгендерну приналежність, точаться багато дискусій, а також щодо того, чи класифікується це як зґвалтування шляхом обману. Один з аргументів полягає в тому, що якщо трансгендерна особа приховує свою біологічну стать від особи, яка в іншому випадку відкликала б свою згоду, якби знала про її трансгендерну особистість, це відповідає визначенню зґвалтування шляхом обману в таких країнах, як Сполучене Королівство та Ізраїль. За статтею викладача права Флоренс Ешлі Університету Торонто, інші кажуть, що «аргументи проти такої криміналізації зосереджені на реальності гендеру транс-людей: оскільки транс-чоловіки — це чоловіки, а транс-жінки — це жінки, для них не є оманливим представляти себе такими, якими вони є», і Ешлі особливо зосереджується на відсутності у трансгендерів злого наміру обманювати під час цих зустрічей. Проте, у цієї позиції є обмеження, які не повністю пояснюють те, що Ешлі називає «безладдям» гендерних переживань. Крім того, дебати про те, що змушує трансгендерну особу повністю перейти до розмови про оманливе зґвалтування. Дехто може вважати, що післяопераційні транссексуали звільнені від позовів про зґвалтування шляхом обману через те, що вони повністю змінили статеві ознаки, які помітно не відрізняються від біологічних чоловіків чи жінок.
Теоретик права Алекс Шарп у «Queering Judgement: The Case of Gender Identity Fraud» пропонує суперечливий аргумент, припускаючи, що зобов'язання розголошувати ідентичність підриває права на конфіденційність трансгендерів і людей, які не відповідають гендерним вимогам.

Джозеф Фішель припустив, що формулювання рішення не розголошувати як «шахрайство» не тільки підпорядковує гідність і рівність трансгендерних людей, але й їхню сексуальну автономію. Він пропонує поставити під сумнів очікувані умови, за яких відбувається «обман»:
Очікування того, що статеві органи відповідають гендерній ідентифікації, є нормативним, рішуче гетеронормативним. Те, що очікування є соціально нормативним, не обов'язково означає, що неспроможність очікування буде юридично позовною.
За словами трансгендерної активістки Софі Кук, трансгендерам у Сполученому Королівстві можуть висунути звинувачення у зґвалтуванні відповідно до розділу 2 Закону про сексуальні злочини 2003 року, якщо вони не розкриють свою гендерну історію своїм сексуальним партнерам. Королівська прокуратура заявила, що вона не буде автоматично переслідувати трансгендерів, які вступили в статеві стосунки шляхом обману, і що кожен випадок розглядатиметься окремо.
Подібно до аргументів проти рахунків за туалет, деякі феміністські активісти, особливо гендерно критичні феміністки, стверджують, що легалізація гендерної самоідентифікації призведе до того, що цисгендерні люди будуть претендувати на трансгендерну ідентичність, щоб обдурити сексуального партнера, який через свою сексуальну орієнтацію/уподобання, інакше було б недосяжним, що ще більше ускладнює справу. Джулі Біндел розкритикувала цю практику, написавши
Але тут йдеться про біологічну стать, а не про гендерну ідентичність. Що ще може бути більш важливим для людини, щоб дати поінформовану згоду на секс? Що може бути більш обґрунтованим бажанням знати?

## Відображення у культурі
У фільмі 1984 року «Помста ботанів» головний герой Льюїс Сколнік вчинив зґвалтування шляхом обману після того, як став свідком того, як її бойфренд Стен відмовив персонажу Бетті в сексі під час костюмованої тематичної благодійної вечірки. Льюїс викрадає маску Стена, а потім слідує за Бетті в розважальний будинок, де вона погоджується на секс під враженням, що він Стен. Коли Льюїс викривається, Бетті не засмучується і хвалить Льюїса за його сексуальну майстерність. Через 30 років після дебюту фільму режисер Джефф Кенью опублікував заяву про те, що на момент зйомок сцену розглядали для видалення, хоча й для визначення часу. Кейн шкодує, що не вирізав цю сцену, кажучи, що йому незручно обговорювати цю тему з донькою.
У романі «Трейнспоттінґ» (і екранізації 1996 року) шотландського письменника Ірвіна Велша один із головних героїв, Френсіс Бегбі, введений в оману трансвеститом у нічному клубі, змусивши його повірити, в те, що він насправді жінка, і вступає з ним у статеві стосунки в машині на вулиці, а потім виявляє, що це чоловік, відкриваючи його геніталії.